# Municipio de Martic
El municipio de Martic (en inglés: Martic Township) es un municipio ubicado en el condado de Lancaster en el estado estadounidense de Pensilvania. En el año 2000 tenía una población de 4.990 habitantes y una densidad poblacional de 66.4 personas por km².

## Geografía
El municipio de Martic se encuentra ubicado en las coordenadas 39°53′00″N 76°22′35″O / 39.88333, -76.37639.

## Demografía
Según la Oficina del Censo en 2000 los ingresos medios por hogar en la localidad eran de $52,106 y los ingresos medios por familia eran de $56,185. Los hombres tenían unos ingresos medios de $40,366 frente a los $24,853 para las mujeres. La renta per cápita de la localidad era de $20,151. Alrededor del 2,4% de la población estaba por debajo del umbral de pobreza.